# دبدبه
دِبدِبه یک دشت شنی وسیع در شمال شرقی عربستان سعودی است،
دشت دبدبه در شبه‌جزیره عربستان و در شمال فلات الصُّـمَّان واقع شده‌است. این دشت به صورت مثلثی امتداد می‌یابد که نوک آن از شهر قیصومه شروع می‌شود و از سمت جنوب به وادی الباطن نفوذ می‌کند و به سمت شمال شرقی می‌رود تا به خلیج فارس می‌رسد. بخش شمالی فلات دبدبه در عراق و بقیه در مرزهای کویت و عربستان سعودی قرار دارد.

## محل
این دشت در عرض جغرافیایی ۲۷٫۸۸۷۴۸۲ و طول جغرافیایی ۴۶٫۴۷۰۳۲۲، در جنوب شرقی حفر الباطن قرار دارد و حفر الباطن نزدیکترین شهر بزرگ به این دشت است. این دشت از شرق به مرز غربی منطقه بی‌طرف عربستان سعودی-کویت، از غرب به وادی الباطن و از جنوب به خط الرأس شنی الوریعه محدود می‌شود.
این دشت از عربستان سعودی به سمت شمال ۲۰ کیلومتر امتداد دارد و وارد کویت می‌شود. مساحت دشت دبدبه حدود ۳۰ هزار کیلومتر مربع است.

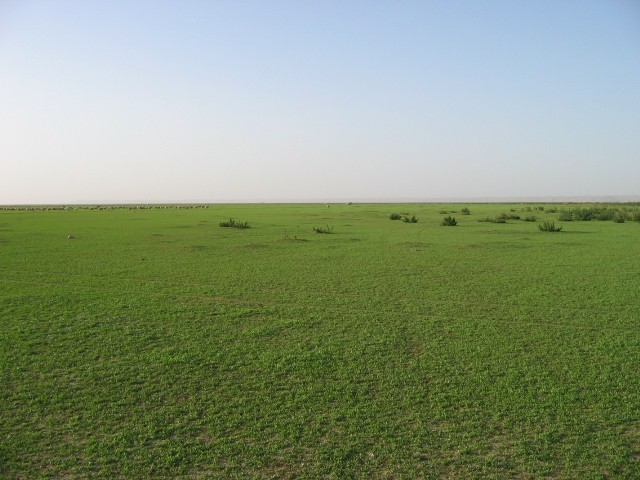
منطقه اطراف حفار الباطن پس از باران‌های بهاری
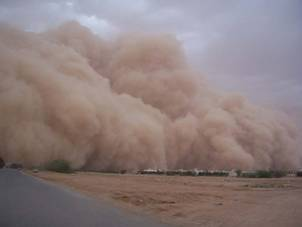
منطقه حفر الباطن در تابستان
صحرای الدحنا در جنوب

## نام
طایفه‌های کوچ‌نشین در فصل زمستان برای چرای حیوانات خود در آنجا زندگی می‌کنند. دبدبه نامی است که بادیه‌نشینان به این دشت داده‌اند و برگرفته از صدایی است که از نعلین‌های آنها بر زمین سخت این دشت شنیده می‌شود.

## جغرافیا
این دشت به دلیل سطح سفت و تقریباً بدون ناهمواری آن که با سنگریزه‌های سنگ آهک، کوارتز و سنگ آذرین پوشیده شده و آب‌های شور آن قابل توجه است. با وجود آب و هوای خشک، این منطقه به هنگام بارندگی دارای پوشش گیاهی می‌شود. این دشت ممکن است توسط شبکه رودخانه‌ای وادی الباطن ایجاد شده باشد که احتمالاً بین ۵۰۰ تا ۳۰۰۰ سال قبل از میلاد فعال بوده‌است این فعالیت امکان رسوب‌گذاری سازند دبدبه را فراهم کرد، مشابه یک نهشته مخروط افکنه، هم از نظر ریخت‌شناسی و هم از نظر رسوب‌شناسی. ته‌نشسته‌های این محل ممکن است ۵۰۰ متر عمق داشته باشند